# Kryštofovo Údolí
Kryštofovo Údolí település Csehországban, Libereci járásban. Kryštofovo Údolí Chrastava, Zdislava, Světlá pod Ještědem, Křižany, Bílý Kostel nad Nisou és Liberec településekkel határos. Lakosainak száma 417 fő (2024. január 1.).

## Népesség
A település lakosságának változását az alábbi diagram mutatja:
| Lakosok száma | 1628 | 1389 | 1102 | 447  | 210  | 200  | 352  | 363  | 400  | 417  |
|               | 1869 | 1890 | 1921 | 1950 | 1980 | 2001 | 2017 | 2019 | 2022 | 2024 |